# Zając iberyjski
Zając iberyjski (Lepus granatensis)  – gatunek ssaka z rodziny zającowatych (Leporidae). Jeden z dwóch gatunków zająca występujących endemicznie na Półwyspie Iberyjskim.

## Taksonomia
W 1856 roku niemiecki fizyk i zoolog Wilhelm Gottlieb Rosenhauer opisał go w pracy naukowej Die Thiere Andalusiens nach dem resultate einer Reise. Przez późniejsze dekady był rozważany jako podgatunek zająca płowego, ale obecnie jest uznawany za oddzielny takson na podstawie cech morfologicznych i genetycznych. Rozpoznaje się trzy podgatunki.
Analizy genetyczne i genomiczne oraz modelowanie niszy ekologicznej sugerują, że zając iberyjski skolonizował północną część Półwyspu Iberyjskiego po ostatnim zlodowaceniu, prawdopodobnie od południowego zachodu. Analizy zmienności genetycznej wykazały, że gatunek ma stosunkowo płytką strukturę populacji, a rozkład zmienności genetycznej jest w większości determinowany przez dynamikę demograficzną ekspansji zasięgu w kierunku północnym. Wyjątkiem jest północno-zachodnia część Półwyspu Iberyjskiego, gdzie znaleziono klaster genetyczny z danymi dotyczącymi polimorfizmu pojedynczego nukleotydu (SNP), co sugeruje, że populacja mogła uniknąć dynamiki ekspansji, a także centralna i północno-zachodnia część Półwyspu Iberyjskiego, gdzie znaleziono podlinię mitochondrialnego DNA (mtDNA) zająca iberyjskiego.
Podczas ekspansji polodowcowej w kierunku północnym zając iberyjski napotkał i skrzyżował się z iberyjskimi populacjami zająca bielaka, który wówczas był obecny w regionie, o czym świadczą zapisy paleontologiczne. Zając iberyjski wyparł zająca bielaka z Półwyspu Iberyjskiego. W wyniku tych wydarzeń hybrydyzacyjnych haplotypy mtDNA pochodzące z zająca bielaka są obecnie dominujące w północnym zasięgu występowania zająca iberyjskiego, ale nie występują na południu.

## Morfologia
Długość ciała (bez ogona) 445–473 mm, długość ogona 93–112 mm, długość ucha 92,5–102,7 mm, długość tylnej stopy 116,6–127,4 mm; masa ciała 2–3,5 kg.
Zając iberyjski jest mniejszy od zająca kantabryjskiego i zająca szaraka. Kolorystycznie jest taki sam jak zające szarak i iberyjski, tj. tak jak one ma szarobrązowe futro, biały spód i czarny z wierzchu ogon. W przeciwieństwie do nich, u zająca iberyjskiego biały obszar brzuszny jest rozległy i występuje wyraźny kontrast między kolorem grzbietu a częścią brzuszną, która rozciąga się białym pasem do przednich i tylnych łap. Jest to jedyny europejski gatunek zająca z białymi plamami na górnych przednich i tylnych łapach. Sierść ma ochrowo-brązowy odcień z zasadniczo białymi długimi włosami ochronnymi w przeciwieństwie do szarych włosów u dwóch pozostałych gatunków występujących na Półwyspie Iberyjskim. Zewnętrzne powierzchnie bioder są jaskrawoczerwone w kontraście z szarobrązową częścią grzbietową grzbietu. Białe ubarwienie wewnętrznej powierzchni nóg jest kontynuowane na górnej stronie nóg i sięga do czubków palców. Ten wzór sierści jest dość typowy dla gatunku i nie występuje u innych gatunków zajęcy. Pomimo jednolitości koloru sierści, różnice w jasności są widoczne między populacjami, wysunięte na północ są ciemniejsze w północnym zasięgu. Czarny obszar na górnej powierzchni ogona nigdy nie jest zaokrąglony z tyłu jak zająca iberyjskiego, ale kończy się na czubku. Ze wszystkich europejskich gatunków zajęcy ma najdłuższy ogon. Brak jasnych pasów na twarzy, jak u zająca kantabryjskiego.

## Zasięg występowania
Jest szeroko rozpowszechniony na całym Półwyspie Iberyjskim. Wyjątkiem są Wybrzeże Kantabryjskie i terytoria położone na północ od rzeki Ebro, gdzie zniknął lub jego liczebność spada. Na Majorce został prawdopodobnie introdukowany przez ludzi wieki temu i obecnie jest bardzo rzadki. Niedawno zając iberyjski został introdukowany do Perpignan w południowej Francji do celów łowieckich, gdzie tamtejsza populacja jest stabilna i zwiększa zasięg.

## Ekologia

### Siedlisko
Siedlisko wymagane przez zająca iberyjskiego jest niezwykle zmienne, ale generalnie otwarte i mniej więcej płaskie. Żyje zarówno na bagnach (szczególnie obficie występuje w Coto de Doñana), jak i na suchych łąkach, na poziomie morza lub na łąkach w wysokich górach, na równinach zielnych lub pokrytych zaroślami lub niskimi drzewami. Zaskakująco dobrze przystosowuje się do wpływu człowieka na środowisko, do tego stopnia, że nierzadko można go spotkać na polach zbóż, w sadach, gajach oliwnych czy winnicach. W tych ostatnich miejscach jest zwykle prześladowany, ponieważ oprócz prócz bycia gatunkiem łownym zjada owoce i pędy roślin uprawnych.

### Tryb życia
Podobnie jak królik europejski, zając iberyjski jest gatunkiem zmierzchowym i nocnym. W ciągu dnia pozostaje w stanie spoczynku. Wśród zajęcy ustala się hierarchia, której broni się poprzez pościgi i demonstracje siły poprzez przyjmowanie zastraszających pozycji. Kiedy jedzą w grupach, zwierzęta dominujące zajmują najlepsze miejsca, pozostawiając najmłodszym najmniej pożywienia. Aby to osiągnąć, wykorzystują swoją zdolność odstraszania zwierząt, która polega na wyciąganiu czterech nóg i wyginaniu ciała. Ta umiejętność jest odpowiednia, aby poinformować inne osobniki o tym, że powinny opuścić obszar, w którym można pożywić jedzenie. Zające iberyjskie regularnie gromadzą się w nocnych stadach. Ponieważ gatunek ten prowadzi koczowniczy tryb życia, nie obejmuje żadnego terytorium, którego mógłby bronić, ale nadal często dochodzi do walk między samcami o samice. Niektóre z tych walk mogą stać się śmiertelne, jeśli trzymane są w niewoli na małych obszarach. 
Zające iberyjskie żywią się głównie trawami, a ich dieta zmienia się w czasie i przestrzeni w zależności od dostępności zasobów. Gatunkami o wyższym wskaźniku spożycia były Anthoxanthum odoratum, Secale cereale i mietlica w środkowej Iberii oraz cynodon palczasty, jęczmień, Aeluropus littoralis i Paspalum w południowej Iberii. Latem, gdy dostępność trawy jest mniejsza, wzrasta spożycie innych grup, takich jak krzewy, kwiatostany, a nawet uprawy zbóż, co jest ogólnie związane z wyższą wartością odżywczą alternatywnych grup i części roślin rozrodczych.
Jak inne zajęczaki produkuje dwa rodzaje kału, jeden jasny i jeden ciemny. Ta cecha nazywa się cekotrofią. W miejscach uczęszczanych przez zające można zaobserwować wydalane odchody o twardym i przezroczystym wyglądzie. Drugi rodzaj odchodów jest ciemny i pokryty śluzem; zwierzę pobiera go bezpośrednio z odbytu, gdy jest w stanie spoczynku, korzystając z zawartości witamin i składników odżywczych w komórkach roślinnych.

### Rozród
Zające iberyjskie to zwierzęta samotne, które mogą rozmnażać się o każdej porze roku, chociaż większość urodzeń koncentruje się w okresie od lutego do kwietnia, a następnie w czerwcu i lipcu. Do pierwszego porodu zalicza się jedno lub dwoje potomstwa, natomiast normalną normą w przypadku kolejnych porodów są trzy lub cztery potomstwa, które rodzą się po 42–44 dniach. Samice potrafią łączyć się w pary i oszczędzać nasienie jednego samca nawet po zapłodnieniu przez innego, co pozwala im w krótkim czasie mieć nowy miot. Jeśli z jakiegoś powodu ciąża zostanie przerwana, organizm samicy może ponownie wchłonąć martwy zarodek. Młode rodzą się w prostym legowisku, tym samym, w którym śpi matka. Są wyjątkowo przedwczesne i po roku osiągają już dojrzałość płciową. Niemowlakom brakuje charakterystycznego zapachu dorosłego człowieka, co w połączeniu z umiejętnością kucania chroni je przed drapieżnikami. Zające mogą żyć do dziewięciu lat na wolności i dwunastu w niewoli.

### Zależności międzygatunkowe
Do wrogów naturalnych zająca iberyjskiego, prócz człowieka, należą lis rudy, wilk iberyjski, żbik europejski, puchacz, orzeł iberyjski i orzeł przedni. Chociaż szacuje się, że na zającu iberyjskim może żerować nawet do trzydziestu gatunków zwierząt (w tym ssaków, ptaków i gadów). Aby tego uniknąć, zające wykorzystują głównie swój wyostrzony słuch i węch oraz zdolność do biegania z prędkością do 70 km/h.

### Choroby
Chociaż zając iberyjski nie jest dotknięty tymi samymi chorobami co królik europejski, zapada na zajęczą gorączkę i myksomatozę, chorobę zakaźną, na którą zając choruje od lata 2018 r. i która drastycznie zmniejsza ich populację. Tularemię, czyli gorączkę zajęczą, wywoływaną przez bakterię Francisella tularensis, po raz pierwszy opisano w Hiszpanii w 1994 roku oraz w Kastylii i Leónie w 1997 roku. Wydaje się, że choroba ta została sprowadzona do Hiszpanii przez zające, które nie miały kontroli weterynaryjnej. Choroba jest przenoszona przez ukąszenie komara, który przejął infekcję od innego zająca; może być również przeniesiona przez kleszcza. Choroba rozwija się w bardzo krótkim czasie i może trwać od jednego do dziesięciu dni inkubacji. Ta choroba odzwierzęca może atakować psy i ludzi. Jest zarejestrowany jako zagrożenie w Międzynarodowym Biurze Epizootii, ponieważ może zostać przeniesiony ze zwierzęcia na człowieka. Można go wykryć jedynie w szkielecie zająca, ponieważ u osobników cierpiących na tę chorobę na czaszce zwykle pojawia się krew w postaci piany.

## Ochrona
Populacje krajowe zająca iberyjskiego są kontrolowane przez władze lub są pozyskiwane łowiecko. Głównymi czynnikami uderzającymi w gatunek są utrata siedlisk związana z zanikiem tradycyjnych upraw i intensyfikacją rolnictwa, przekształcenie krajobrazów śródziemnomorskich poprzez porzucenie tradycyjnych praktyk rolniczych, związanych z zaroślami i regeneracją lasów, co doprowadziło do zwiększenia liczebności dzika euroazjatyckiego, a tym samym do zmniejszenia populacji zająca iberyjskiego, zwłaszcza na terenach górskich, a także do wprowadzenia intensywnych upraw, nadmierne polowania, nadużywanie i niekontrolowane stosowanie produktów fitosanitarnych i gryzoniobójczych w krajobrazie rolniczych, kłusownictwo, śmierć w wyniku potrącenia na drodze; wzrost liczby oportunistycznych drapieżników i nowe choroby.